# Осипов, Яков Иванович
Яков Иванович Осипов  (2 января 1892, Вышегородская волость, Псковская губерния — 2 ноября 1941, Украинка, Крымская АССР) — советский военачальник, участник гражданской и Великой Отечественной войн, командир 1-го полка морской пехоты на протяжении всей обороны Одессы в августе—октябре 1941 года. Полковник (1941).

## Биография
Родился 15 января 1892 года в Вышегородской волости, Псковской губернии. В молодости жил в Риге, где с 1906 года работал учеником слесаря машиностроительного завода, с 1910 года — слесарем замочного завода. В 1913 году призван на срочную службу в Русский императорский флот.
Участвовал в Первой мировой войне матросом-машинистом на крейсере «Рюрик» Балтийского флота.

### Гражданская война в России
В 1918 году вступил на РККФ и участвовал в гражданской войне. Летом 1918 года был механиком речного корабля (вооружённый буксир) «Ташкент» Волжской военной флотилии. В боях под Казанью в 1918 году корабль попал в западню. Раненый Осипов продолжал стрелять из носового орудия до тех пор, пока «Ташкент» не скрылся под водой.
После гибели корабля ушёл на сухопутный фронт и воевал 5-й Уральской стрелковой дивизии на Восточном фронте.
В 1919 году Осипов вернулся на Волжско-Камскую военную флотилию, получив назначение на должность командира конной разведки десантного отряда. Здесь он впервые встретился с Г. В. Жуковым, который спустя 22 года стал его начальником в дни обороны Одессы. Участвовал в боях под Елабугой, Царицыном и Астраханью. В боях при обороне Астрахани в 1919 году в устье Волги отряд Осипова по заданию председателя временного революционного комитета в Астрахани С. М. Кирова совершил рейд в тыл белогвардейцев, чем ускорил разгром врага. Киров уважал молодого командира за его отвагу и боевую смекалку. Зимой 1919-1920 годов командовал одним из десантных отрядов флотилии, действовавших против белых и дезертиров в Калмыкии и на Ставрополье.
В мае 1920 года участвовал в Энзелийской десантной операции, командуя одним из трёх десантных отрядов. После успеха операции был утверждён начальником гарнизона города Энзели и его окрестностей и начальником Рештского боевого участка. Однако пробыл на этих должностях всего 10 дней — 29 мая был снят с них и отдан под суд военного трибунала за расстрел на месте по его приказу пойманного мародёра, оказавшегося одним из красных военных моряков. На суде 5 июня 1920 года был «частично оправдан»: его действия признаны совершёнными в чрезвычайной обстановке и без умысла на преступление, но за то, что мародёр не был отдан под суд трибунала, Осипову был объявлен строгий выговор и он был отправлен из Энзели в Баку, а также его исключили из РКП(б) (в которой он состоял с 1918 года). Осенью 1920 года состоял для особых поручений при штабе Морской экспедиционной дивизии под командованием И. К. Кожанова на Южном фронте, участвовал в боях под Мариуполем против войск генерала П. Н. Врангеля. С декабря 1920 года — инструктор строевой подготовки штаба 11-й армии.
В 1921 году вернулся на флот и назначен командиром флотского экипажа Морских сил Чёрного моря. С 1922 года — заведующий плавающими средствами Морских сил Дальнего Востока. В 1926 году вторично вступил в ВКП(б). С 1931 года — комендант гарнизона Амурской военной флотилии. В эти же годы окончил Высшие командные курсы РККА. В 1937 году — помощник коменданта Хабаровского военного порта, с октября 1937 — комендант этого порта (Амурская военная флотилия).
С апреля 1939 года — начальник тыла Одесской ВМБ. В этой должности встретил начало войны. С 1936 года служил в воинском звании интенданта 2-го ранга, к лету 1941 года был в звании интенданта 1-го ранга.

### Великая Отечественная война

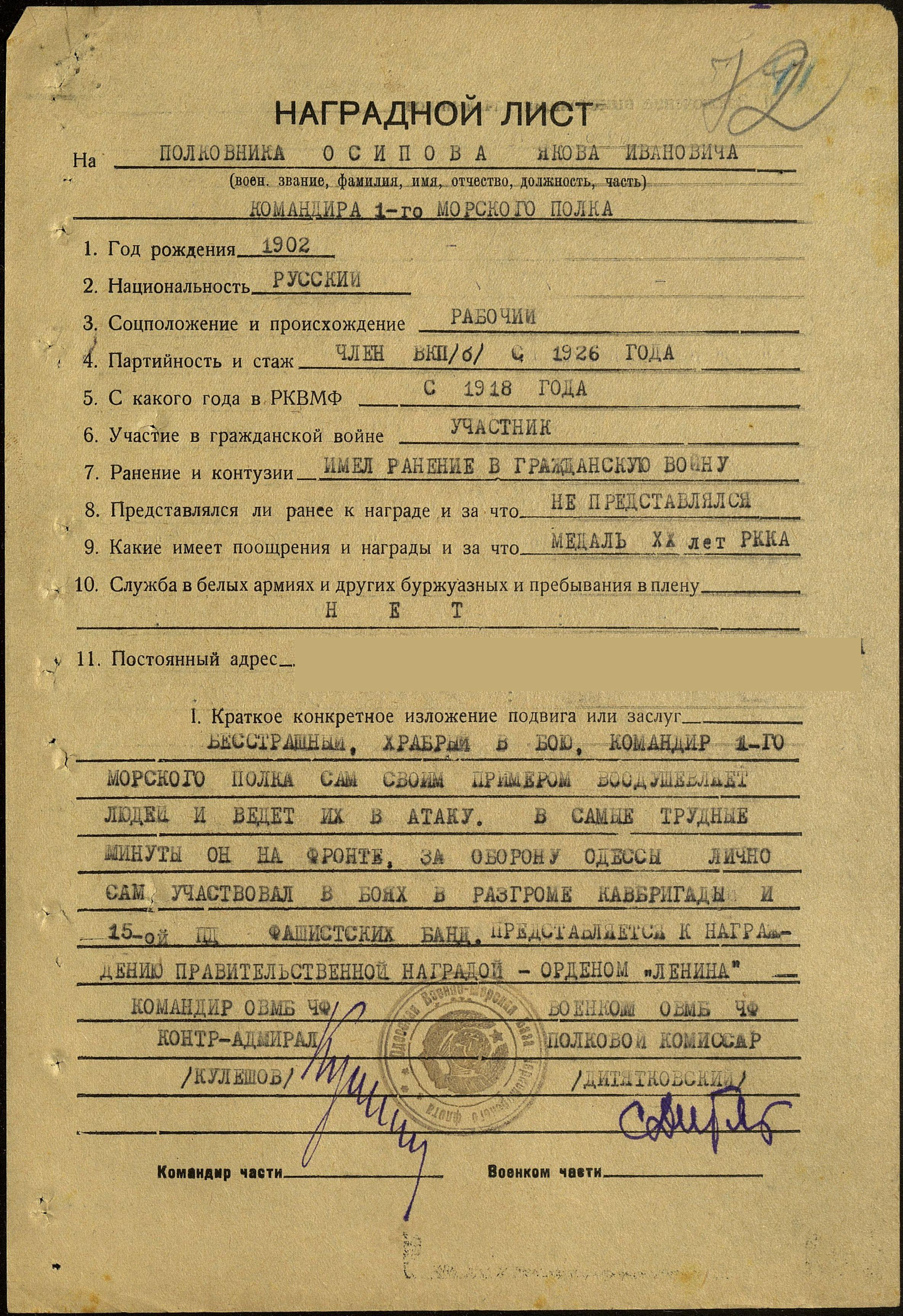
Наградной лист полковника Осипова

Когда немецко-румынские войска окружили Одессу и началась её героическая оборона, 8 августа 1941 года полковник (в эти дни получил это воинское звание в связи с переходом на командную работу) Яков Иванович Осипов возглавил формирующийся 2-й полк морской пехоты Черноморского флота, а с 15 августа стал командиром 1-го полка морской пехоты Одесской стрелковой дивизии, сменив на этой должности майора И. А. Морозова. Полк воевал в составе сводной группы комбрига С. Ф. Монахова, затем перейдя в подчинение начальника Восточного сектора обороны города. В августовских сражениях части полка героически держали оборону, неся большие потери в боях с превосходящим врагом, но удерживая позиции и контратакуя в случае вклинения в них противника; бои почти каждый день перерастали в рукопашные схватки.
Советское Информбюро об этом полке сообщало: "краснофлотцы по нескольку раз в день ходят в атаку и наносят противнику огромный урон. Только за три дня бойцы 1-го полка морской пехоты уничтожили до двух полков вражеской пехоты, 4 танка, пулеметы". За успешное руководство и личную храбрость при выполнении заданий командования в период обороны Одессы Президиум Верховного Совета СССР наградил Осипова орденом Красного Знамени.
В ночь с 15 на 16 октября 1941 года полк Осипова одним из последних оставил осаждённую Одессу. Прибыв в Крым в составе Приморской армии, полк Я. И. Осипова сразу же принял участие в Крымской оборонительной операции. В ходе боёв за Крым 26 октября 1941 года 1-й полк морской пехоты Одесской стрелковой дивизии был переименован в 1330-й стрелковый полк 421-й стрелковой дивизии. В бою при отступлении армии от Перекопа к Севастополю полковник Яков Осипов погиб 2 ноября 1941 года у села Курцы (ныне с. Украинка) в Симферопольском районе, где и был похоронен своими бойцами.
28 сентября 1945 года вице-адмирал Г. В. Жуков вручил семье полковника Я. И. Осипова медаль «За оборону Одессы», которой он награждён посмертно.
По просьбе одесситов прах полковника Я. И. Осипова был перевезён в Одессу и захоронен на Аллее Славы в парке им. Тараса Шевченко.

## Семья
- Жена — Нина Александровна;
- Дочь — Нина Яковлевна[11].

## Награды

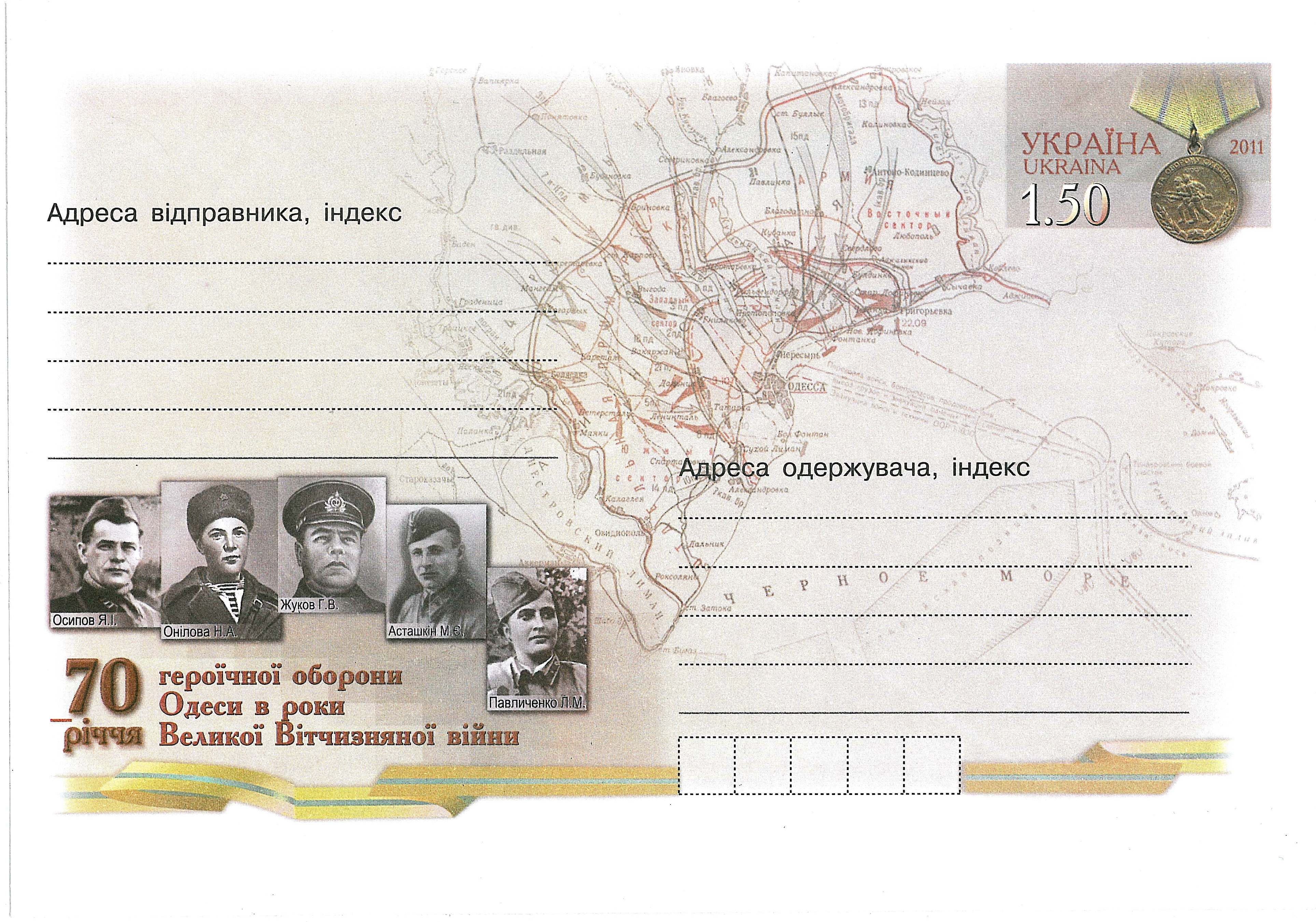
Карта обороны Одессы, медаль «За оборону Одессы» и герои: Осипов Я. И., Онилова Н. А., Жуков Г. В., Асташкин М. Е., Павличенко Л. М.; 2011 г. Конверт. Почта Украины

- Орден Красного Знамени (16.09.1941)
- Медаль «За оборону Одессы» (1945, посмертно)
- Юбилейная медаль «XX лет Рабоче-Крестьянской Красной Армии» (22.02.1938)

## Память
Имя полковника Я. И. Осипова носит улица в Одессе — в городе, который он защищал. На доме № 2 по этой улице в его честь установлена мемориальная доска.
«Морской десант, бригада Осипова!» — так о своей службе во время Великой Отечественной войны говорит Давид Гоцман, главный герой российского телесериала «Ликвидация».
Роль полковника Я. И. Осипова исполнил актёр Константин Степанков в фильме «Подвиг Одессы» (1985).